# I Feel So Bad
«I Feel So Bad» — песня, которую написал Чак Уиллис. Чак Уиллис также был её первым исполнителем — он записал её в 1953 году.
12 марта 1961 года в RCA Studio B в Нашвилле в штате Теннесси свою версию песни «I Feel So Bad» записал Элвис Пресли. В своей версии Пресли использовал оригинальную аранжировку Чака Уиллиса и пел в его вокальном стиле.
В США в 1961 году в журнале «Билборд» песня «I Feel So Bad» в исполнении Элвиса Пресли достигла 5 места в чарте Hot 100 (суммарный чарт синглов в разных жанрах поп-музыки, главный хит-парад этого журнала) и 15 места в чарте синглов в жанре ритм-н-блюза (который теперь называется Hot R&B/Hip-Hop Songs).
В Великобритании песня была выпущена на сингле с двумя сторонами А (на другой стороне была песня «Wild in the Country» из кинофильма с участием Пресли «Дикарь»). Сингл «Wild in the Country / I Fel So Bad» достиг 4 места в национальном чарте синглов UK Singles Chart (в сентябре того же 1961 года).

## Чарты
| Чарт (1961)                       | Наив. поз. |
| --------------------------------- | ---------- |
| США (Billboard Hot 100)           | 5          |
| США (Billboard R&B Singles)       | 15         |
| Великобритания (UK Singles Chart) | 4          |